# Frobenius-Reziprozität
Frobenius-Reziprozität ist ein  Begriff aus dem mathematischen Gebiet der Darstellungstheorie. Er setzt induzierte Darstellungen und die Einschränkung von Darstellungen miteinander in Beziehung.
Die Frobenius-Reziprozität sagt uns einerseits, dass die Abbildungen {\displaystyle {\text{Res}}} und {\displaystyle {\text{Ind}}} adjungiert zueinander sind. Betrachten wir andererseits mit {\displaystyle W} eine irreduzible Darstellung von {\displaystyle H} und sei {\displaystyle V} eine irreduzible Darstellung von {\displaystyle G,} dann erhalten wir mit der Frobenius-Reziprozität außerdem, dass {\displaystyle W} so oft in {\displaystyle {\text{Res}}(V)} enthalten ist wie {\displaystyle {\text{Ind}}(W)} in {\displaystyle V.}
Sie ist nach Ferdinand Georg Frobenius benannt.

## Notation
Mit Hilfe der Einschränkung (engl.: restriction) kann man aus einer Darstellung {\displaystyle \phi } einer Gruppe {\displaystyle G} eine Darstellung {\displaystyle {\text{Res}}(\phi )} einer Untergruppe {\displaystyle H} erhalten. Umgekehrt kann man aus einer gegebenen Darstellung {\displaystyle \psi } einer Untergruppe {\displaystyle H} die sogenannte induzierte Darstellung {\displaystyle {\text{Ind}}(\psi )} der ganzen Gruppe {\displaystyle G} erhalten.
Für Darstellungen und ihre Charaktere wie auch allgemeiner für Klassenfunktionen ist ein Skalarprodukt definiert. Die allgemeine Form der Frobeniusreziprozität verwendet das Skalarprodukt von Klassenfunktionen.

## Frobenius-Reziprozität
Sei {\displaystyle G} eine endliche Gruppe und {\displaystyle H\subset G} eine Untergruppe.
Seien {\displaystyle \psi \in \mathbb {C} _{\text{class}}(H)} {\displaystyle \varphi \in \mathbb {C} _{\text{class}}(G)} Klassenfunktionen, dann gilt
{\displaystyle \langle \psi ,{\text{Res}}\varphi \rangle _{H}=\langle {\text{Ind}}\psi ,\varphi \rangle _{G}}
Die Aussage gilt insbesondere für das Skalarprodukt von Charakteren von Darstellungen.
Beweis
Da sich jede Klassenfunktion als Linearkombination irreduzibler Charaktere schreiben lässt, und {\displaystyle \langle \cdot ,\cdot \rangle } eine Bilinearform ist, können wir ohne Einschränkung {\displaystyle \psi } bzw. {\displaystyle \varphi } als Charakter einer irreduziblen Darstellung von {\displaystyle H} in {\displaystyle W} bzw. von {\displaystyle G} in {\displaystyle V} annehmen. Wir setzen {\displaystyle \psi (s)=0} für {\displaystyle s\in G\setminus H.}

Dann gilt:
{\displaystyle {\begin{aligned}\langle {\text{Ind}}(\psi ),\varphi \rangle _{G}&={\frac {1}{|G|}}\sum _{t\in G}{\text{Ind}}(\psi )(t)\varphi (t^{-1})\\&={\frac {1}{|G|}}\sum _{t\in G}{\frac {1}{|H|}}\sum _{s\in G \atop s^{-1}ts\in H}\psi (s^{-1}ts)\varphi (t^{-1})\\&={\frac {1}{|G|}}{\frac {1}{|H|}}\sum _{t\in G}\sum _{s\in G}\psi (s^{-1}ts)\varphi ((s^{-1}ts)^{-1})\\&={\frac {1}{|G|}}{\frac {1}{|H|}}\sum _{t\in G}\sum _{s\in G}\psi (t)\varphi (t^{-1})\\&={\frac {1}{|H|}}\sum _{t\in G}\psi (t)\varphi (t^{-1})\\&={\frac {1}{|H|}}\sum _{t\in H}\psi (t)\varphi (t^{-1})\\&={\frac {1}{|H|}}\sum _{t\in H}\psi (t){\text{Res}}(\varphi )(t^{-1})\\&=\langle \psi ,{\text{Res}}(\varphi )\rangle _{H}\end{aligned}}}
Dabei haben wir nur die Definition der Induktion auf Klassenfunktionen eingesetzt und die Eigenschaften der Charaktere ausgenutzt.{\displaystyle \Box }
Alternativer Beweis
In der alternativen Beschreibung der induzierten Darstellung über die Gruppenalgebra, ist die Frobeniusreziprozität ein Spezialfall der Gleichung für den Wechsel zwischen Ringen:
{\displaystyle {\text{Hom}}_{\mathbb {C} [H]}(W,U)={\text{Hom}}_{\mathbb {C} [G]}(\mathbb {C} [G]\otimes _{\mathbb {C} [H]}W,U).}
Diese Gleichung ist per definitionem äquivalent zu
{\displaystyle \langle W,{\text{Res}}(U)\rangle _{H}=\langle W,U\rangle _{H}=\langle {\text{Ind}}(W),U\rangle _{G}.}
Und da diese Bilinearform mit der Bilinearform auf den dazugehörigen Charakteren übereinstimmt, folgt der Satz ganz ohne Nachrechnen.{\displaystyle \Box }

## Frobenius-Reziprozität für kompakte Gruppen
Die Frobenius-Reziprozität überträgt sich mit der modifizierten Definition des Skalarproduktes und der Bilinearform auf kompakte Gruppen, wobei der Satz anstatt für Klassenfunktionen hier für quadratisch integrierbare Funktionen auf {\displaystyle G} gilt und die Untergruppe {\displaystyle H} abgeschlossen sein muss.